# Ману (футболист)
Эмануэл Жезуш Бонфим Эваришту (порт. Emanuel Jesus Bonfim Evaristo; род. 28 августа 1982[…], Сетубал, Сетубал), более известный как Ману (порт. Manú), — португальский футболист, полузащитник клуба «Вилафранкенсе».

## Биография
В десятилетнем возрасте начал заниматься футболом в системе сетубальской «Витории». Затем, с 1998 по 1999 год, выступал за «О Сидикато». В 1999 году попал в систему клуба «Алверка».
Некоторое время, в 2001 году, выступал на правах аренды за «Лориньяненсе». В составе команды сыграл в рамках Кубка Португалии против «Ориентала» (0:2). После краткосрочной аренды Ману вернулся в «Алверку». Дебют в чемпионате Португалии состоялся в заключительном туре сезона 2001/02 против «Браги». Главный тренер команды Виктор Мануэль выпустил Ману в начале второго тайма, а на 85 минуте он отметился забитым голом, однако, несмотря на это, «Алверка» уступила со счётом (3:5). Команда по итогам сезона заняла последнее место в чемпионате и вылетела в низший дивизион. Под руководством тренера Жозе Коусейру «Алаверка» стала серебряным призёром второй лиги и вернулась в высший дивизион португальского футбола. Ману в этом сезоне не являлся игроком стартового состава. В ноябре 2003 года он вновь был арендован «Лориньяненсе» и сыграл одну игру в рамках Кубка Португалии. По итогам сезона 2003/04 «Алверка» вновь покинула чемпионат Португалии.
Летом 2004 года полузащитник стал игроком лиссабонской «Бенфики». Молодой футболист сразу был отдан в аренду итальянской «Модене». Дебют в Серии В состоялся 13 сентября 2004 года в игре против «Дженоа» (1:1). Во время полугодичного выступления в «Модене» полузащитник отметился забитым голом в игре Кубка Италии против «Тревизо» (2:1). Вторую половину сезона 2004/05 провёл в клубе «Карпенедоло» из Серии С2 (четвёртая по силу итальянская лига). В сезоне 2005/06 выступал на правах аренды за «Эштрелу» Амадора под руководством Антониу Консейсау, где являлся игроком основного состава.
После возвращения из аренды в «Эштреле» тренер «Бенфики» Фернанду Сантуш решил оставить Ману в команде. Игрок принял участие в играх квалификации Лиги чемпионов против «Аустрии» и «Копенгагена». В сезоне 2006/07 «Бенфика» добывает третье место в чемпионате, а Ману является лишь игроком запаса. В конце августа 2007 года полузащитник отправился в годичную аренду в греческий АЕК с правом выкупа в конце аренды за 1,5 млн евро. Ману принял участие в квалификации Кубка УЕФА, однако команда не смогла пройти в групповой раунд. В чемпионате Греции АЕК под руководством Лоренцо Серра Феррера завоевал бронзовые награды.
В июле 2008 года вместе с Паулу Жорге и Жоао Коимброй из «Бенфики» подписал двухлетний контракт с клубом «Маритиму», который усиливался перед выступлениями в Кубке УЕФА. Свой первый гол за новую команду забил 7 октября 2008 года в матче против «Витории» (2:0). 1 ноября 2009 года в матче против лиссабонского «Спортинга» Ману забил гол с 30 метров. По итогам сезона 2009/10 «Маритиму» занял пятое место и получил право выступать в Лиге Европы. На протяжении двух сезонов Ману являлся игроком стартового состава.
9 июля 2010 года подписал трёхлетний контракт с варшавской «Легией», став четвёртым новичком польского клуба в летнее межсезонье. Дебют за «Легию» состоялся 13 августа 2010 года в матче чемпионата Польши против «Полонии» (0:3). По итогам первого сезона в команде стал бронзовым призёром чемпионата и победителем Кубка Польши, где «Легия» в финале одолела «Лех» в серии пенальти. В следующем сезоне Ману потерял место в основном составе и по окончании сезона 2011/12, в котором «Легия» вновь завоевала бронзу чемпионата, покинул польскую команду.
В декабре 2011 года подписал контракт с китайским клубом «Бэйцзин Гоань». В составе новой команде Ману игроком основного состава не являлся, однако, вместе с ним завоевал бронзовые награды чемпионата. После данного сезона футболист покидает Китай и в течение года является свободным агентом, вплоть до января 2014 года, когда он подписывает контракт с кипрским «Эрмисом». Вместе с командой Ману доходит до финала Кубка Кипра, где его команда уступает АПОЭЛу (0:2) и занимает четвёртое место в чемпионате страны. Летом 2014 года Ману возвращается на родину в Португалию, где присоединяется к «Витории» из Сетубала. В январе 2015 года Ману вновь подписывает контракт с «Эрмисом». По итогам сезона 2014/15 команда не завоёвывает место в еврокубках и полузащитник переходит в другой кипрский клуб «Пафос», которому помогает занять второе место во втором дивизионе и вернутся в элитный дивизион кипрского футбола.
Летом 2018 года Ману присоединяется к «Карташу», который выступает в четвёртой по силе португальской лиге, после чего, в декабре того же года оказывается в составе «Вилафранкенсе» из третьей по силе лиге страны.

## Достижения
«Алверка»
- Серебряный призёр Второй лиги Португалии: 2002/03

«Бенфика»
- Бронзовый призёр чемпионата Португалии: 2006/07

АЕК
- Бронзовый призёр чемпионата Греции: 2007/08

«Легия»
- Бронзовый призёр чемпионата Польши (2): 2010/11, 2011/12
- Обладатель Кубка Польши: 2010/11

«Бэйцзин Гоань»
- Бронзовый призёр чемпионата Китая: 2012

«Эрмис»
- Финалист Кубка Кипра: 2013/14

«Пафос»
- Серебряный призёр Второго дивизиона Кипра: 2016/17

## Статистика
| Сезон   | Клуб              | Лига             | Чемпионат | Чемпионат | Кубок | Кубок | Еврокубки | Еврокубки |
| Сезон   | Клуб              | Лига             | Игры      | Голы      | Игры  | Голы  | Игры      | Голы      |
| ------- | ----------------- | ---------------- | --------- | --------- | ----- | ----- | --------- | --------- |
| 2001/02 | Алверка           | Португалия (I)   | 1         | 1         |       |       | —         | —         |
| 2001/02 | → Лориньяненсе    | Португалия (III) |           |           | 1     | 0     | —         | —         |
| 2002/03 | Алверка           | Португалия (II)  | 18        | 1         | 2     | 0     | —         | —         |
| 2003/04 | → Лориньяненсе    | Португалия (III) |           |           | 1     | 0     | —         | —         |
| 2003/04 | Алверка           | Португалия (I)   | 23        | 1         |       |       | —         | —         |
| 2004/05 | Модена            | Италия (II)      | 5         | 0         | 3     | 1     | —         | —         |
| 2004/05 | Карпенедоло       | Италия (IV)      | 14        | 2         |       |       | —         | —         |
| 2005/06 | Эштрела           | Португалия (I)   | 31        | 7         | 1     | 0     | —         | —         |
| 2006/07 | Бенфика           | Португалия (I)   | 11        | 0         | 2     | 0     | 3         | 0         |
| 2007/08 | АЕК (Афины)       | Греция (I)       | 13        | 0         | 2     | 0     | 5         | 0         |
| 2008/09 | Маритиму          | Португалия (I)   | 25        | 1         | 4     | 1     | 2         | 0         |
| 2009/10 | Маритиму          | Португалия (I)   | 27        | 3         | 3     | 0     | —         | —         |
| 2010/11 | Легия             | Польша (I)       | 27        | 1         | 7     | 1     | —         | —         |
| 2011/12 | Легия             | Польша (I)       | 6         | 2         | 1     | 0     | 5         | 0         |
| 2012    | Бэйцзин Гоань     | Китай (I)        | 7         | 1         |       |       | —         | —         |
| 2013/14 | Эрмис             | Кипр (I)         | 10        | 1         | 4     | 0     | —         | —         |
| 2014/15 | Витория (Сетубал) | Португалия (I)   | 11        | 0         | 2     | 0     | —         | —         |
| 2014/15 | Эрмис             | Кипр (I)         | 15        | 3         | 2     | 0     | —         | —         |
| 2016/17 | Пафос             | Кипр (II)        | 22        | 3         |       |       | —         | —         |
| 2018/19 | Карташу           | Португалия (IV)  | 11        | 3         |       |       | —         | —         |
| 2018/19 | Вилафранкуенсе    | Португалия (III) | 4         | 0         |       |       | —         | —         |